# Шмирківська сільська рада
Шми́рківська сільська́ ра́да — адміністративно-територіальна одиниця та орган місцевого самоврядування в Волочиському районі Хмельницької області. Адміністративний центр — село Шмирки.

## Загальні відомості
- Територія ради: 26,146 км²
- Населення ради: 804 особи (станом на 2001 рік)

## Населені пункти
Сільській раді підпорядковані населені пункти:
- с. Шмирки
- с. Личівка

## Склад ради
Рада складається з 12 депутатів та голови.
- Голова ради: Бужан Анатолій Андрійович

### Керівний склад попередніх скликань
| Прізвище, ім'я, по батькові | Основні відомості                                                         | Дата обрання | Дата звільнення |
| --------------------------- | ------------------------------------------------------------------------- | ------------ | --------------- |
| Панчук Микола Григорович    | Сільський голова, 1957 року народження, безпартійний                      | 26.03.2006   | 31.10.2010      |
| Бужан Анатолій Андрійович   | Сільський голова, 1955 року народження, освіта вища, член Партії регіонів | 31.10.2010   |                 |

Примітка: таблиця складена за даними сайту Верховної Ради України

### Депутати
За результатами місцевих виборів 2010 року депутатами ради стали:

#### За суб'єктами висування
| Суб'єкт висування | Кількість обраних депутатів | %    |
| ----------------- | --------------------------- | ---- |
| Самовисування     | 11                          | 91,7 |
| Народна партія    | 1                           | 8,3  |

#### За округами
| № округу       | Прізвище, ім'я, по батькові | Дата визнання обраним | Освіта             | Партійна приналежність | Відомості про обраного депутата                                              |
| -------------- | --------------------------- | --------------------- | ------------------ | ---------------------- | ---------------------------------------------------------------------------- |
| Народна Партія |                             |                       |                    |                        |                                                                              |
| 4              | Білик Наталія Леонідівна    | 04.11.2010            | середня спеціальна | позапартійна           | Фельдшерсько акушерський пункт, фельдшер                                     |
| Самовисування  |                             |                       |                    |                        |                                                                              |
| 1              | Сич Олександр Володимирович | 04.11.2010            | середня            | позапартійний          | Шмирківська загальноосвітня школа, вчитель                                   |
| 2              | Войчук Микола Миколайович   | 04.11.2010            | вища               | позапартійний          | пенсіонер                                                                    |
| 3              | Сліпчук Тетяна Іванівна     | 04.11.2010            | середня спеціальна | позапартійна           | Волочиський територіальний центр, соціальний працівник                       |
| 5              | Панасик Наталія Григорівна  | 04.11.2010            | середня спеціальна | позапартійна           | домогосподарка                                                               |
| 6              | Приймачук Катерина Іванівна | 04.11.2010            | середня спеціальна | позапартійна           | тимчасово не працює                                                          |
| 7              | Данилюк Любов Петрівна      | 04.11.2010            | середня            | позапартійна           | Волочиський територіальний центр, соціальний працівник                       |
| 8              | Музичко Надія Степанівна    | 04.11.2010            | середня спеціальна | позапартійна           | Волочиський територіальний центр, соціальний працівник                       |
| 9              | Рощук Сергій Анатолійович   | 04.11.2010            | середня            | позапартійний          | тимчасово не працює                                                          |
| 10             | Лебедюк Ірина Олексіївна    | 04.11.2010            | середня            | позапартійна           | тимчасово не працює                                                          |
| 11             | Глуцький Ігор Михайлович    | 04.11.2010            | середня            | позапартійний          | Красилівське лінійне виробниче управління магістралей газопроводів, оператор |
| 12             | Якимчук Надія Михайлівна    | 04.11.2010            | вища               | позапартійна           | Магазин с. Личівка, підприємець                                              |